# Nederlanders in het Taise voetbal
Nederlanders in het Taise voetbal geeft een overzicht van Nederlanders die een contract hebben (gehad) bij Taise voetbalclubs uit de hoogste drie divisies.

## Spelers
| Naam                | Club                | Van  | Tot  | Opmerkingen                              |
| ------------------- | ------------------- | ---- | ---- | ---------------------------------------- |
| Mawouna Amevor      | Chonburi FC         | 2019 | 2019 | Hij speelde geen wedstrijden             |
| Irfan Bachdim       | Chonburi FC         | 2013 | 2014 |                                          |
| Irfan Bachdim       | Sriracha FC         | 2013 | 2013 | Hij is verhuurd van Chonburi FC          |
| Adnan Barakat       | Muangthong United   | 2012 | 2013 |                                          |
| Adnan Barakat       | Army United FC      | 2013 | 2013 |                                          |
| Adnan Barakat       | Songkhla United     | 2014 | 2014 |                                          |
| Adnan Barakat       | Police United FC    | 2014 | 2014 |                                          |
| Nacer Barazite      | Buriram United      | 2019 | 2020 |                                          |
| Sylvano Comvalius   | Suphanburi FC       | 2018 | 2018 |                                          |
| Luciano Dompig      | TOT SC              | 2015 | 2015 |                                          |
| Samir El Gaaouiri   | Police United FC    | 2012 | 2012 | Hij speelde geen wedstrijden             |
| Mitchell Kappenberg | Chiangrai United    | 2013 | 2013 |                                          |
| Melvin de Leeuw     | Army United FC      | 2015 | 2015 | In 2017 speelde hij ook voor dit club    |
| Melvin de Leeuw     | Khon Kaen United    | 2016 | 2016 |                                          |
| Melvin de Leeuw     | Lampang FC          | 2017 | 2019 |                                          |
| Melvin de Leeuw     | Chiangmai United    | 2020 | 2021 | in 2022 op heden speelt hij bij die club |
| Melvin de Leeuw     | Sukhothai FC        | 2022 | 2022 |                                          |
| Shelton Martis      | Osotspa Saraburi    | 2014 | 2014 |                                          |
| Delvin Pinheiro     | Buriram United      | 2017 | 2017 | Hij speelde geen wedstrijden             |
| Delvin Pinheiro     | Chainat Hornbill FC | 2018 | 2018 |                                          |
| Rutger Worm         | Chiangrai United    | 2013 | 2013 |                                          |
| Prince Rajcomar     | BEC Tero Sasana     | 2015 | 2015 |                                          |
| Leandro Resida      | Chainat Hornbill    | 2019 | 2019 |                                          |
| Leandro Resida      | Rayong FC           | 2020 | 2020 |                                          |
| Randy Rustenberg    | Pattaya United FC   | 2011 | 2012 | Hij speelde geen wedstrijden             |

## Trainers
| Naam        | Club             | Van  | Tot  | Opmerkingen |
| ----------- | ---------------- | ---- | ---- | ----------- |
| Wil Boessen | Chiangmai FC     | 2015 | 2015 |             |
| Wil Boessen | Lampang FC       | 2016 | 2016 |             |
| Henk Wisman | Chiangrai United | 2013 | 2013 |             |

Voetbalbonden ·
Albanië ·
Angola ·
Armenië ·
Australië ·
Azerbeidzjan ·
Bahrein ·
België ·
Bhutan ·
Bulgarije ·
Canada ·
China ·
Congo-Kinshasa · 
Cyprus ·
Denemarken ·
Duitsland ·
Egypte ·
Engeland ·
Estland ·
Ethiopië ·
Faeröer ·
Filipijnen ·
Finland ·
Frankrijk ·
Georgië ·
Ghana ·
Griekenland ·
Hongarije ·
Hongkong ·
Ierland ·
IJsland ·
Indonesië ·
Iran ·
Israël ·
Italië ·
Japan ·
Kazachstan ·
Koeweit ·
Litouwen ·
 Luxemburg ·
Maleisië ·
Malta ·
Marokko ·
Mexico ·
Namibië ·
Nieuw-Zeeland ·
Noorwegen ·
Oekraïne ·
Oezbekistan ·
Oostenrijk ·
Polen ·
Portugal ·
Qatar ·
Roemenië ·
Rusland ·
Rwanda ·
Saoedi-Arabië ·
Schotland ·
Singapore ·
Slovenië ·
Slowakije ·
Spanje ·
Tanzania ·
Turkije ·
Tuvalu ·
VAE ·
Venezuela ·
Verenigde Staten ·
Vietnam ·
Zimbabwe ·
Zuid-Afrika ·
Zuid-Korea ·
Zweden ·
Zwitserland